# Los Forats
Los Forats és un paratge del terme municipal de Tremp, al Pallars Jussà, dins de l'antic terme de Fígols de Tremp.
Està situat al sud-est de Claramunt, al fons de la vall del barranc de la Vileta, i just a ponent del Coll del Bimet, que queda enlairat sobre los Forats.